# Hexosamina

Estructura química d'α-D-glucosamina. Fixeu-vos-hi en el grup amina (NH2).

Glucosa. Fixeu-vos-hi en el grup hidroxil (OH) en el lloc de l'amina.

Una hexosamina es un aminosucre creat per addició d'un grup funcional d'amina a una hexosa. Les hexosamines es troben a la natura, lliures o conjugades, tant en teixits i fluids d'organismes animals superiors com en productes de certs bacteris. La llet de mamífers conté hexosamines. La closca d'insectes està feta de quitina, que és un polímer format a partir de N-acetil-glucosamina.
Algunes hexosamines:
- Fructosamina (basat en la fructosa)
- Galactosamina (basat en la galactosa)
- Glucosamina (basat en la glucosa)
- Mannosamina (basat en la mannosa)